# Hanequin de Bruselas
Hanequin de Bruselas, arquitecto e escultor de origem flamenga, do século XV. Irmão de Egas Cueman, trabalhou com este na Catedral de Toledo, onde foi mestre de obras.